# L'isola di Summerfield
L'isola di Summerfield (Summerfield) è un film del 1977 diretto da Ken Hannam, con Nick Tate e John Waters.

## Trama
Simon Robinson arriva in una piccola comunità balneare per assumere il ruolo di insegnante nella scuola locale dove fa la conoscenza dei fratelli Jenny e David Abbott e della figlia di Jenny Sally.
La scoperta che il suo predecessore è scomparso senza lasciare traccia e che Sally ha una rara malattia del sangue, ha portato Simon a cercare di scoprire la verità dietro il mistero.

## Produzione
Cliff Green ha scritto la sceneggiatura di Peter Weir, tuttavia era impegnato quindi Ken Hannam è stato assunto.
Le riprese hanno avuto luogo nella città di Cowes su Philip Island e intorno a Western Port Bay Victoria a partire dal 14 febbraio 1977.